# Tenguel
Tenguel ist eine Kleinstadt und eine Parroquia rural („ländliches Kirchspiel“) im Kanton Guayaquil der Provinz Guayas in Ecuador. Die Fläche der Parroquia beträgt 137,4 km². Beim Zensus 2010 lag die Einwohnerzahl bei 11.936.

## Lage
Die Parroquia befindet sich an der Ostküste des Golfs von Guayaquil knapp 90 km südsüdöstlich der Provinzhauptstadt Guayaquil. Die Fernstraße E25 (El Guabo–Naranjal) führt durch den äußersten Osten der Parroquia.
Die Parroquia Tenguel grenzt im Norden an den Kanton Balao, im Osten an die Provinz Azuay mit der Parroquia Camilo Ponce Enríquez (Kanton Camilo Ponce Enríquez) sowie im Süden an die Provinz El Oro mit den Parroquias Río Bonito und Tendales (beide im Kanton El Guabo).

## Orte und Siedlungen
In der Parroquia gibt es folgende 7 Recintos:  San Rafael, Conchero, La Esperanza, San Francisco, Israel, Buena Vista und Pedregal.

## Geschichte
Die Parroquia Tenguel wurde am 12. Juli 1893 gegründet.

## Wirtschaft
In der Parroquia werden Bananen und Kakao angebaut. Außerdem werden Garnelen in Bassins entlang der Küste gezüchtet.